# Simulium mediovittatum
Simulium mediovittatum is een muggensoort uit de familie van de kriebelmuggen (Simuliidae). De wetenschappelijke naam van de soort werd voor het eerst geldig gepubliceerd in 1915 door Frederick Knab.